# Xã Marion, Quận Franklin, Iowa
Xã Marion (tiếng Anh: Marion Township) là một xã thuộc quận Franklin, tiểu bang Iowa, Hoa Kỳ. Năm 2010, dân số của xã này là 1.030 người.